# 後藤斎
後藤 斎（ごとう ひとし、1957年7月22日 - ）は、日本の政治家。国民民主党所属の参議院議員（1期）。
衆議院議員（4期）、山梨県知事（公選第18代）、内閣府副大臣（野田内閣・野田第1次改造内閣・野田第2次改造内閣）、文部科学大臣政務官（鳩山由紀夫内閣・菅直人内閣）、民主党国会対策委員長代行等を務めた。

## 来歴
山梨県甲府市生まれ。山梨県立甲府第一高等学校、東北大学経済学部卒業。大学卒業後の1980年に農林水産省入省。本省勤務の他、国際協力事業団、日本貿易振興会ニューヨーク事務所や食糧庁への出向も経験した。
1996年、第41回衆議院議員総選挙に新進党公認で山梨1区から出馬したが、自由民主党の中尾栄一、旧民主党の輿石東の後塵を拝し、得票数3位で落選。
その後民主党に入党。山梨1区には既に新党さきがけ出身で、前回の総選挙は比例単独で当選した小沢鋭仁がいたため、山梨3区に国替え。2000年の第42回衆議院議員総選挙では山梨3区で自民党の横内正明に敗れたが、重複立候補していた比例南関東ブロックで復活し、初当選した。
2002年、熊谷弘らが民主党を離党し保守新党を結成した際は、一時熊谷に従って離党する考えを示していたが、最終的には離党を断念。横内正明の山梨県知事選挙出馬に伴う、2003年の第43回衆議院議員総選挙では山梨3区で自民党の保坂武に敗れ、比例復活なく落選した。
2005年の第44回衆議院議員総選挙では、郵政民営化法案に反対したため自民党公認を得られず、無所属で出馬した保坂武、自民党公認で小泉純一郎首相の秘書官を務めていた小野次郎、後藤の三つ巴の争いが山梨3区で繰り広げられ、後藤は保坂に1,943票の僅差で敗れたが、再度比例復活した（小野次郎も比例復活し、山梨3区で立候補した3人は全員当選）。
2009年の第45回衆議院議員総選挙では、民主党への強い追い風に乗り、自民党の小野次郎に比例復活すら許さない大差をつけ、圧勝した（小野はその後自民党を離党し、みんなの党公認で参議院議員に転出）。同年、鳩山由紀夫内閣で文部科学大臣政務官（科学技術、の担当）に任命され、菅直人内閣まで務める。2011年9月、野田内閣で内閣府副大臣（食品安全、地域主権、地域活性化、公務員制度改革の担当）に任命され、11月から拉致問題担当の副大臣も兼務する。内閣府副大臣は野田第2次改造内閣まで務めた。
2012年の第46回衆議院議員総選挙では、山梨3区で4選。選挙後、民主党国会対策委員長代理に就任。2013年9月、松原仁国会対策委員長代行の国対委員長昇格に伴い、後任の国対委員長代行に就任した。
2014年11月4日、翌年の山梨県知事選挙に無所属で出馬する意向を表明し、民主党に離党届を提出。11月7日、衆議院事務局に議員辞職願を提出し、11月11日の衆議院本会議で辞職が許可された。後藤の辞職により、山梨3区は廃止が予定されている選挙区ながら補欠選挙が行われる見通しだったが、直後に衆議院が解散されたため、補選は実施されなかった。
2015年1月25日投開票の山梨県知事選挙では、民主党に加え自民党、公明党の推薦も受けて初当選した。2月17日に山梨県庁に初登庁。
2018年10月、翌年1月に行われる山梨県知事選挙への出馬を表明。2019年1月27日の投開票の結果、自民党が推薦する元衆議院議員の長崎幸太郎に敗れ落選。
2022年3月、日本維新の会は後藤を第26回参議院議員通常選挙に比例区候補者として擁立することを発表した。7月10日、投票開票の結果、後藤は24,874票を獲得したが、同党が8議席を得たのに対し、11位で落選。後藤は「（比例区で）自分の名前を書いてもらうことが難しかった」と述べた。一方で、山梨県内で維新は比例で後藤への個人票含め約5万票を獲得。前回選（約1万7000票）の3倍ほどで、全国屈指の伸びとなった。
2024年12月に日本維新の会を離党した。
2025年2月、同年夏に行われる第27回参議院議員通常選挙の山梨県選挙区の国民民主党による候補者公募に後藤が応募したことが明らかとなった。3月12日、国民民主党は山梨県選挙区の公認候補として擁立することを発表した。投開票の結果、当選。

## 衆議院議員時代の政策・主張
- 日本国憲法第9条の改正に反対[19]だが、全ての条文の改正に反対しているわけではなく、日本国憲法の改正には賛成している[20]。
- BSE問題に端を発した「食品安全委員会」の設置を実現
- 東日本大震災　復興に係る「復興庁」の設立
- 日本の核武装について「将来にわたって検討すべきでない」としている[20]。
- 原子力規制委員会の新基準を満たした原子力発電所の再稼働に賛成[20]。
- 再生可能エネルギーの固定価格買取制度の確立
- 原子力損害の賠償に関する法律の改定
- 日本の環太平洋戦略的経済連携協定（TPP）参加に賛成[20]。
- 2014年豪雪の際、被害農家への9割補助制度の実現

## 知事としての政策・実績
- 2015年度の3つの政策が、全国知事会が表彰する「人口減対策」「環境」「商工・労働」の優秀政策に選ばれた。それぞれ「産前産後の母親を支える体制構築」(人口減対策)、「太陽光発電施設の適正導入ガイドライン」(環境)、『やまなしパワー』による安価な電力供給」(商工・労働)で、山梨県が表彰されるのは初めてであった。特に人口減対策では、全市町村と連携して産前産後ケアセンターを開設、全国初となる県全域での病児・病後児保育を構築し、人口減対策部門で2016年度〜2018年度の3年連続1位を獲得した。
- 日本国政府が2016年4月より実施する「年収360万円未満の世帯は3歳になるまで2人目の保育料は半額、3人目以降は無料」の政策を拡大し、「山梨県在住の年収640万円未満の世帯は3歳になるまで2人目以降の保育料は無料」とした。
- 中央新幹線山梨県駅（仮称）の周辺について住宅や商業施設、地産地消型の発電設備や、総合球技場の整備を打ち出し、前知事による「商業施設を抑制し、公共施設に特化する」の方針と異なり民間資本を誘致し、人や産業の集積を図ろうとしている[21]。2018年11月には開業8年後の1日の利用者数を1万2千人から2万人と想定している[22]。
- 様々な分野における女性の活躍の推進 　県庁のワークライフバランスを推進するため2017年に「仕事と生活のこぴっと両立宣言」を行い県民サービスの質の向上に取り組んだ。また、県政史上初となる女性副知事の他、部局長に登用するなど、女性活躍を積極的に推進したことから、日本BPW連合会（働く女性たちの全国組織）から、働く女性に関する施策に対して、パートナーシップ・エバリュエーション賞を受賞した。
- 未来を担う人材の育成・確保を推進：1）未来を担う人材の育成・確保を進めるため、大村智博士のノーベル生理学・医学賞の受賞を契機に2016年に「大村智人材育成基金」を造成し、高校生・大学生等の留学や研究の支援を開始した。2016年度は15名（高校生5名、大学生10名）に留学支援を、10名（自然科学5名、人文・社会科学5名）に研究支援を行い、中学生1名、高校生1名を表彰した。2017年度は16名（高校生4名、大学生12名）に留学支援を、10名（自然科学5名、人文・社会科学5名）に研究支援を行った。
2）甲府工業高校へのAI等の先進システムなどに対応可能な専攻科設置を決定し、2019年より1学年あたり20名（機械系学科15名、電子系学科5名）の規模で開講した。また、人材不足が顕著な自動車整備士を確保するため、峡南高等技術専門校自動車整備科の定員を2017年から20名を25名に拡充した他、2016年に山梨県立大学に国際ビジネス観光コース、2017年に富士北稜高校に観光ビジネスコースをそれぞれ設置・開校した。
- 再生可能エネルギーと水素の活用：バイオマス発電など再生可能エネルギーの活用を積極的に推進するため、2017年にゴミ焼却熱による発電を実施する甲府・峡東クリーンセンター（年間発電量：約1.6万世帯分）、2018年に大月バイオマス発電所 （年間発電量：約3万世帯分）の稼働・開所を促進した。こうした取り組みにより、電力自給率（電力消費量に対する再生可能エネルギーによる供給量の割合）は全国6位となった。また、甲府市内への水素ステーション設置を支援するともに、水素ステーションの運転・管理の高度化等に関する技術開発を行うHySUT(一般社団法人水素供給利用技術協会)の「水素技術センター」を誘致した。
- 地域産業の振興：海外で県産品の売り上げ向上を図るため、トップセールスを積極的に展開した。  2016年には、シンガポール、マレーシアに海外販売・情報発信拠点をオープンした。2017年にはモモ・ブドウなど県産品21tの輸出実績を記録した他、県産果実の香港・台湾等への輸出を拡大した。加えて、赤系シャインマスカット、スイートコーン新作型の開発、ブランド品の開発などを行い、これらの取り組みにより、2017年には農業生産額が17年ぶりに1,000億円を突破した。また、キングサーモンとニジマスの掛け合わせによる新魚「ふじのすけ」の陸上養殖技術を開発し、販売に至った。
- 医療・福祉の充実：健康寿命日本一の延伸に向け、2016年に胃がん予防の推進のため、ピロリ菌治療に対する助成制度を創設し、2017年には糖尿病の重症化を予防するため、医科歯科連携による早期発見・早期治療や全国初のC型肝炎治療終了者へ肝臓硬度測定によるフォローアップ検査等を実施した。また同年、県立中央病院にゲノム診療センターの開設、24時間体制の精神科救急受診相談センターの設置を行い、都留市立病院での分娩再開の他、医師確保の推進（2014年：1,870人→2016年：1,924人）に取り組んだ。
- 持続可能で効果的な財政運営：県税収入は知事就任期間中（2014〜2018年度）、1,000億円超を維持し、売電収入（やまなしパワー）の増加により一般会計への繰入を1.5億円増額を果たした。また、県債等残高（臨時財政対策債等を除く）は2014年度に比べ610億円の削減を達成した。

### 知事選挙
後藤は民主系支援団体だけでなく都留市長の堀内富久や甲斐市長の保坂武といった自民系の首長や山梨県医師会、林業団体、農協、山梨県郵便局長会といった自民党支援団体からも支持を受け、超党派の「県民党」を前面に打ち出し選挙戦を戦った。しかし対する長崎がこれまで対立していた堀内詔子と和解したことや自民党が200人を超える党所属国会議員、秘書を送り込むことで「国とのパイプ」を強調した選挙戦を展開。最終的に3万1千票の差で敗北した。
朝日新聞の出口調査では、無党派層の支持は後藤が5割、長崎が4割と後藤が優勢だったが、長崎は分厚い自民・公明層の支持を7割以上を獲得した。後藤県政を「大いに」または「ある程度」評価する人が79%に達し県民からの支持は多かったが、自民・公明層を取り込めきれなかった。

## 選挙歴
| 当落 | 選挙                     | 執行日         | 年齢 | 選挙区       | 政党         | 得票数     | 得票率 | 定数 | 得票順位 /候補者数 | 政党内比例順位 /政党当選者数 |
| ---- | ------------------------ | -------------- | ---- | ------------ | ------------ | ---------- | ------ | ---- | ------------------ | ---------------------------- |
| 落   | 第41回衆議院議員総選挙   | 1996年10月20日 | 39   | 山梨県第1区  | 新進党       | 2万5265票  | 18.85% | 1    | 3/5                | /                            |
| 比当 | 第42回衆議院議員総選挙   | 2000年06月25日 | 42   | 山梨県第3区  | 民主党       | 5万4517票  | 35.24% | 1    | 2/3                | 3/6                          |
| 落   | 第43回衆議院議員総選挙   | 2003年11月09日 | 46   | 山梨県第3区  | 民主党       | 6万2475票  | 39.76% | 1    | 2/3                | /                            |
| 比当 | 第44回衆議院議員総選挙   | 2005年09月11日 | 48   | 山梨県第3区  | 民主党       | 6万1716票  | 34.93% | 4    | 2/3                | 2/7                          |
| 当   | 第45回衆議院議員総選挙   | 2009年08月30日 | 52   | 山梨県第3区  | 民主党       | 11万2894票 | 62.66% | 1    | 1/3                | /                            |
| 当   | 第46回衆議院議員総選挙   | 2012年12月16日 | 55   | 山梨県第3区  | 民主党       | 5万362票   | 33.39% | 1    | 1/4                | /                            |
| 当   | 2015年山梨県知事選挙     | 2015年1月25日  | 57   | ーー         | 無所属       | 21万6793票 | 77.62% | 1    | 1/3                | /                            |
| 落   | 2019年山梨県知事選挙     | 2019年1月27日  | 61   | ーー         | 無所属       | 16万6666票 | 41.83% | 1    | 2/4                | /                            |
| 落   | 第26回参議院議員通常選挙 | 2022年07月10日 | 64   | 参議院比例区 | 日本維新の会 | 2万4874票  | ーー   | 50   | /                  | 11/8                         |
| 当   | 第27回参議院議員通常選挙 | 2025年07月20日 | 67   | 山梨県選挙区 | 国民民主党   | 15万6985票 | 39.27% | 1    | 1/5                | /                            |